# Sottoprefettura di Nemuro
La sottoprefettura di Nemuro (根室支庁, Nemuro-shichō?) è una sottoprefettura della prefettura di Hokkaidō, Giappone. Ha un'area di 8.533,96 chilometri quadrati e una popolazione di 86.152 abitanti al 2004. È stata fondata nel 1897.

## Geografia fisica

### Città
- Nemuro (capoluogo)

### Distretti
- Distretto di Menashi
  - Rausu
- Distretto di Notsuke
  - Betsukai
- Distretto di Shibetsu
  - Nakashibetsu
  - Shibetsu

Altri distretti e comuni delle Isole Curili meridionali sono amministrati dalla Russia benché rivendicati dal Giappone, altri ancora esistevano in territori persi dal Giappone col Trattato di San Francisco.